# Січ (Румунія)
Січ (рум. Sici) — село у повіті Селаж в Румунії. Входить до складу комуни Перічей.
Село розташоване на відстані 400 км на північний захід від Бухареста, 15 км на північний захід від Залеу, 76 км на північний захід від Клуж-Напоки.

## Населення
За даними перепису населення 2002 року у селі проживала 281 особа, усі — румуни. Усі жителі села рідною мовою назвали румунську.